# DRK-Schwesternschaft Übersee
Die ehemalige DRK-Schwesternschaft Übersee e. V. war ein gemeinnütziger eingetragener Verein; ihre Mitglieder oder Angestellten waren in der Gesundheits-, Kranken- und Altenpflege tätig. Die Schwesternschaft war eine von über 30 deutschen Rotkreuz-Schwesternschaften. Ihre Dachorganisation war der Verband der Schwesternschaften vom Deutschen Roten Kreuz e.V.

## Geschichte
Aus den Reihen der Deutschen Kolonialgesellschaft heraus gründete sich 1887 zunächst der Deutsch-Nationale Frauenbund, „zu dessen Aufgaben in der Hauptsache die Errichtung von Samariterstationen und Krankenhäusern in den deutschen Kolonien“ gehörte. Ende April 1888 erweiterte der Frauenbund seine Aufgaben um die Ausbildung und Gestellung von Schwestern und Ausrüstungsgegenständen in den deutschen Kolonien. Ab diesem Zeitpunkt nannte er sich Deutscher Frauenverein für Krankenpflege in den Kolonien. Für Kriegszeiten unterstellte er seine Schwestern ab dem Jahr 1902 dem Vaterländischen Frauenverein. Zu diesem Zeitpunkt hatte der Verein 3.000 Mitglieder in 25 Abteilungen. 42 Schwestern waren für den Verein tätig; 22 davon in den deutschen Kolonien. Er stand unter dem Protektorat der deutschen Kaiserin und preußischen Königin Auguste Viktoria, später ihrer Tochter Viktoria Luise.
Im Jahr 1908 wurde der Verein umbenannt in Deutscher Frauenverein vom Roten Kreuz für die Kolonien. Um 1914 hatte der Verein etwa 20.000 Mitglieder. Im Ersten Weltkrieg führten 66 Schwestern ihre Tätigkeiten in allen deutschen Kolonien fort, so zum Beispiel in Neupommern (drei Schwestern), Togo (vier Schwestern), Tsingtau (sechs Schwestern), Deutsch-Ostafrika (16 Schwestern), Deutsch-Südwestafrika (20 Schwestern) oder den Marshallinseln. Hier konnte die einzige Schwester erst nach eineinhalbjähriger Kriegsgefangenschaft nach Deutschland zurückkehren. Während der Kriegszeit erweiterte der Verein seine Tätigkeiten auch auf die Kriegsgefangenenfürsorge.
Kurz nach Ende des Ersten Weltkriegs, im Jahr 1919, benannte sich der Verein in Frauenverein vom Roten Kreuz für Deutsche über See um. Dieser schloss sich 1935 unter dem Vorsitz von Elisabeth Herzogin von Mecklenburg dem Roten Kreuz an; er unterhielt am Hindenburgdamm in Berlin-Lichterfelde ein Mutterhaus. Nach der Zusammenfassung nannte sich der Verein DRK-Schwesternschaft Übersee e.V.. Zweck der Schwesternschaft war die Zusammenfassung und Führung der in den deutschen Kolonien tätigen Rotkreuz-Schwestern. Erste Oberin war Else Spilker, die das Amt von 1935 bis 1957 innehatte.
Aufgabengebiete waren zunächst deutsche Hospitäler in Buenos Aires, São Paulo, Valparaíso und Shanghai sowie in Schwesternstationen in Ostafrika (Tanganjika), Kamerun, Angola und Südwestafrika. Die Schwestern waren gesundheitlichen Gefahren ausgesetzt. Das Risiko an Malaria, an der Schlafkrankheit oder auch an Typhus zu erkranken, war vor allem in den afrikanischen Schutzgebieten äußerst groß.
Besondere Ausbildungsschwerpunkte waren dabei die
- Kinderkrankenpflege
- Frauenheilkunde
- Hebammenausbildung (an den Frauenkliniken Magdeburg, Berlin-Neukölln und der Berliner Charité)
- Tropenmedizin (an den Tropenkrankenhäusern Hamburg-Eppendorf und Tübingen)
- Zahnheilkunde (an der Universitäts-Zahnklinik Berlin) sowie
- Operations- und Röntgentechnik.

Das Mutterhaus war zwar in Berlin beheimatet, jedoch fand die Ausbildung der Schülerinnen – auch aus den früheren Südwest-Kolonialgebieten – in weiteren Krankenanstalten in Essen und Wilhelmshaven statt.
Im Zweiten Weltkrieg stellte die Schwesternschaft rund 100 Schwestern für den Wehrmachts-Sanitätsdienst. Diese Schwestern arbeiteten in Finnland, Afrika, Russland, Ungarn, Österreich, Tschechien und auf dem Balkan. Sie wurden im Pflegedienst in Lazarettzügen und Flüchtlingslagern eingesetzt. Weiter tätig wurden sie bei der Umsiedlung von Bessarabiendeutschen in das heutige Polen.
Das Mutterhaus der Schwesternschaft wurde im Jahr 1943 durch eine Luftmine völlig zerstört; auch eine provisorische Baracken-Unterkunft wurde später zerstört. Die Schwesternschaft wurde nach Radebeul bei Dresden evakuiert. 53 Mitglieder der Schwesternschaften gerieten in Kriegsgefangenschaft; zwei starben. Nach der Auflösung des DRK in der sowjetischen Besatzungszone im Jahr 1945 flüchteten die Mitglieder der Schwesternschaft nach Wilhelmshaven. Von hier aus wurden neue Arbeitsgebiete in Emden, Esens, Leer, Wittmund, Hage und Nordhorn erschlossen. Auf der Nordseeinsel Norderney wurde die DRK-Schwesternschaft Übersee e.V. am 15. Juni 1947 neu gegründet und dort ein neues Mutterhaus errichtet. Im Jahr 1952 konnte ein mit der Gesellschaft zur Krebsbekämpfung in São Paulo (Brasilien) geschlossen werden. 1956 siedelte die Schwesternschaft in ein neu erworbenes Mutterhaus nach Berlin-Dahlem an die Podbielskiallee um.
Im Jahr 1957 übernahm die Leitung der Schwesternschaft Oberin Dora Müller. Später, im Jahr 1961, übernahm sie ebenfalls die Leitung der DRK-Schwesternschaft Marburg/Lahn. Da in Berlin nur wenige pensionierte Schwestern zu betreuen waren, entschloss man sich zu einem Umzug nach Marburg. Anfang der 70er Jahre waren noch 31 Schwestern, zwei Erzieherinnen und drei Hauswirtschaftlerinnen in ausländischen Arbeitsgebieten tätigt; trotzdem entstanden personelle Engpässe – die Arbeitsfelder in São Paulo und Chile konnten nicht aufrechterhalten werden und gingen verloren. Damit wurde die Arbeit in Deutschland in den Vordergrund gestellt.

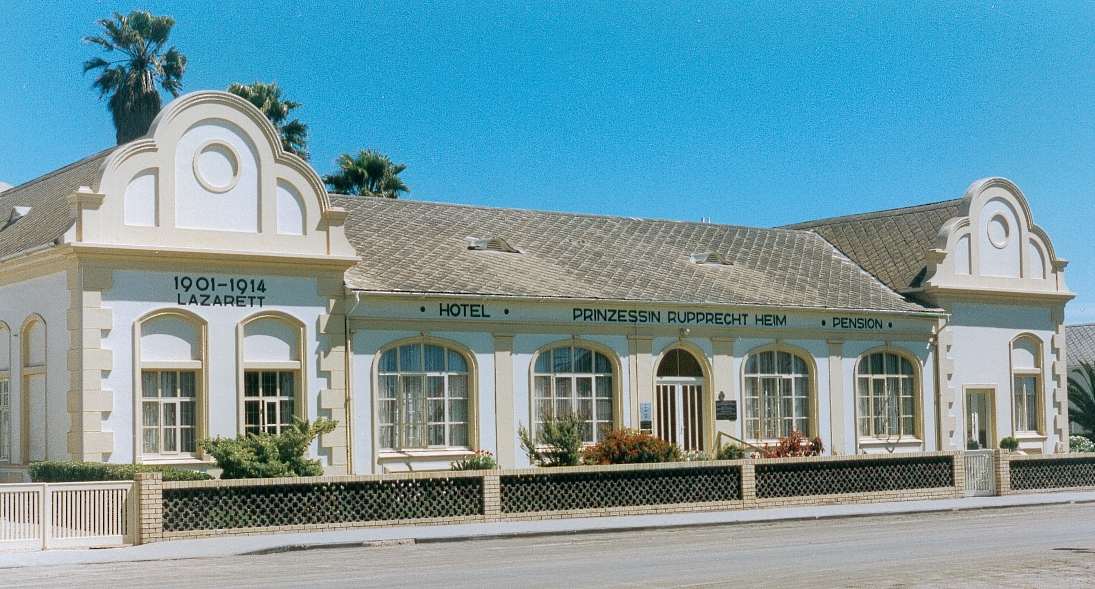
Prinzessin-Rupprecht-Heim

Die Schwesternschaft blieb der Auslandsarbeit aber weiterhin verbunden; so nahmen Schwestern an Einsätzen in Zentralafrika, Jordanien, auf dem Hospitalschiff Helgoland, und in Pakistan teil.
Ob heute noch Verbindungen der Schwesternschaft Übersee nach Swakopmund (Namibia) bestehen, ist unklar. Das bereits 1902 errichtete Prinzessin-Rupprecht-Heim, ehemals als Farmer-Erholungs- und Entbindungsheim sowie Kindererholungszentrum für alle Altersklassen errichtete Haus, ist bis heute Eigentum der Schwesternschaft Übersee. Es bestanden Möglichkeiten der freiwilligen Arbeit im Rahmen des Programms weltwärts.
Seit 1999 war Wilhelmshaven der Sitz der Schwesternschaft. Hier konnte zunächst mit dem Reinhard-Nieter-Krankenhaus eine Krankenpflege-Ausbildungsstätte gefunden werden; die Ausbildungsmöglichkeit lief im Herbst 2013 aus. Es folgte die Gründung eines ambulanten Pflegedienstes und der Unterstützung von Patienten mit onkologischen Erkrankungen. Ein Gestellungsvertrag mit dem Reinhard-Nieter-Krankenhaus endete Ende 2015.
Am 9. September 2019 wurde vom Amtsgericht Wilhelmshaven ein Insolvenzantragsverfahren für die DRK-Schwesternschaft Übersee e.V. angeordnet. Grund dafür sind, laut Wilhelmshavener Zeitung, hohe Rückstellungen bei der betrieblichen Altersversorgung für pensionierte Rotkreuz-Schwestern. Beim Jahresabschluss 2018 soll sich nach Aussagen des zuständigen Insolvenzverwalter bereits eine Überschuldung abgezeichnet haben. Zu Beginn des Insolvenzverfahrens wurden rund 90 Kunden von 14 Mitarbeitern betreut. Nach Löschung des Vereins im Vereinsregister im Dezember 2019 wurden Teile des Archivs der DRK-Schwesternschaft Übersee in das Archiv des DRK-Bundesverbandes übernommen.

## Oberinnen der Schwesternschaft
- Oberin Else Spilker (1935–1957)
- Oberin Theodora Müller (1957–1985)
- Oberin Heidrun Meinke (1985–1998)
- Oberin Karin Dolleck-Krey (1998–2017)
- Oberin Friederike Juchter (2017–2019); zugleich Oberin der Bremischen Schwesternschaft vom Roten Kreuz.[22]